# ハプログループO1b1 (Y染色体)

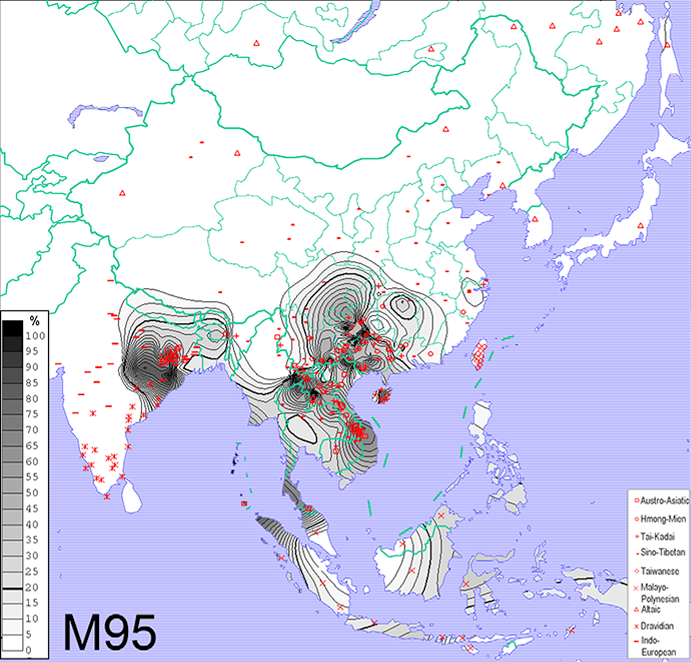
ハプログループO1b1a1a-M95の分布図

ハプログループO-F2320 (Y染色体)（ハプログループO-F2320（Yせんしょくたい））、またはハプログループO-K18 (Y染色体)、系統名称ハプログループO1b1とは、分子人類学で用いられる、人類のY染色体ハプログループの分類のうち、ハプログループO1bのサブクレードの一つで、「F2320」または「K18」のSNPで定義づけられる系統である。現代の日本人や朝鮮民族の男性に多く見られるO1b2-M176との最も近い共通祖先は約31,108（95% CI 34,893–22,844）年前に、現存の全てのO1b1-F2320の最も近い共通祖先は約24,405（95% CI 27,604–17,810）年前に生きたと推定されている。

## 分布

### O1b1a1a-M95
下位系統のO1b1a1a-M95（かつてはハプログループO2aと呼ばれていた）は特に繁栄しており、中国南部、東南アジア、インド東部など、特にオーストロアジア語族に属す言語を話す民族に多い。ニコバル人に100％、ションペン人に100%、ラオス南部及びカンボジア北東部のクイ族に87.2%乃至91.9%、海南島のリー族に61.8% (21/34)乃至64.8%（212/327）、バリ人58.6%、プイ族に54.3% (19/35)、ムンダ系民族に53.1%、ハニ族に50% (17/34)、カシ族に41.3%、広東省の漢民族に30% (12/40)、ダウール族15.4%（6/39）或いは7.25%（15/207）、四川省成都市漢族に14.7% (5/34)、チャン族に12.1% (4/33)、シェ族に8.8% (3/34)、広東省清遠市連南瑤族自治県のヤオ族に8.6% (3/35)、南部漢民族に4.6% (3/65)、河北省邯鄲市漢族3.56%（26/730）、広西省河池市巴馬瑶族自治県のヤオ族に2.9% (1/35)などである。オーストロネシア語族が分布する東南アジアの島嶼部にも相当な割合で観測されるため、従来ハブログループO1aと関連づけられていたオーストロネシア語族も実はハブログループO1b1系統の集団由来で、O1a系統も言語交替を起こされただけにすぎない可能性がある。
オーストロアジア語族に含められる集団のほかに、インド北東部及びバングラデシュに居住しチベット・ビルマ語派に分類される言語を使用する民族でもハプログループO-M95に属すY-DNAがしばしば観察される： Mech族（西ベンガル州）4/19 = 21.1% O-M95、トリプラ族（カグラチョリ県及びランガマティ県）16/88 = 18.2% O-M95、ガロ族（メーガーラヤ州南ガロ丘陵地区）6/33 = 18.2% O-M95、マルマ族（カグラチョリ県及びランガマティ県）10/60 = 16.7% O-M95、ガロ族（メーガーラヤ州）4/25 = 16.0% O-M95、チャクマ族（カグラチョリ県及びランガマティ県）14/89 = 15.7% O-M95、ガロ族（メーガーラヤ州）8/71 = 11.3% O-M95、Dhimal族（西ベンガル州）1/36 = 2.8% O-M95。
日本でも平均して約1.3%（0–3.7%）の男性に観察されている。東京都で採取された1000ゲノムプロジェクトのサンプルJPT（"Japanese in Tokyo, Japan"）56人のうち一人のY染色体がO-M95のサブクレードであるO-FT295683/O-CTS5386/O-Y85641に属しており、このサブクレードはほかに中国東北部及びその周辺にわずかに分布しており（遼寧省0.12%、黒竜江省0.10%、吉林省0.09%、山東省0.04%、天津市0.03%、内蒙古自治区0.03%、北京市0.01%）、現代の中国に於いてO-Y85641に属す人は皆今より約1,000年前、すなわち宋・遼の時代に一人の共通祖先を持つと推定されており、高姓または姜姓を称する者が多く山東省には呂姓を称する者もいる。O-Y85641は今より約5,020年前、約5,100（95% CI 6,100–4,100）年前、或いは約5,508 [99% CI 7,660–3,826]年前にO-FGC19713/O-Y13994というサブクレードと共通祖先を持つと推定されており、O-Y13994はO-Y85641より大分頻繁に観察される類型で、中国（漢族、土家族、イ族、タイ族、布依族、壮族、回族、満州族等）、ベトナム（タイ族、ハニ族等）、ラオス（ラーオ族）、タイ（ニャークル族、ラーオ族、タイル―族、ヤオ族、タイダム族、中部タイ人[シャム人]等）、フィリピン等に広く分布している。O-FGC19713/O-Y13994のTMRCAは3,340年前、 3,300（95% CI 4,300–2,300）年前、3,269（99% CI 4,798–2,122）年前、3,160年前と推定されている。上記とは別にもう一人O-M95に属す日本人で系統が詳しく解っている者は愛知県出身と登録されており、O-M95の下位系統の中で最も早くに分岐したO-CTS350というサブクレードに属している。O-CTS350は日本以外では中国（全国男性人口の約0.02%）及び台湾で稀に観察されている。
現存の全てのO-M95の最も近い共通祖先は約11,660年前、約10,981 [99% CI 13,682–8,672]年前、或いは約10,700 [95% CI 11,800–9,700]年前にさかのぼると推定されていてかなり古いが、現在からおおよそ6,000–5,000年前（すなわち紀元前4千年紀）の間に多くのサブクレードを生み出していると見られるため、その頃に中国のある地方から東南アジアへ分布を広げたのかも知れない。この分布拡大は稲作の拡散年代と一致しており、稲作を携えたO-M95に属すオーストロアジア人が中国南部から東南アジア、南アジアへ移住していった歴史が推定される。

### O1b1a1b-F838
O1b1a1b-F838に属すY染色体は主に中国に居住する漢族の男性から検出されており、O-M95との最も近い共通祖先は約13,911（95% CI 15,915–11,147）年前と推定されている。また、O-F838に属すと考えられるO-PK4(xM95)は華南出身者65人中3人(4.6%)、華北出身者129人中1人(0.8%)、華東出身者167人中1人(0.6%)、漢族男性の合計361人中5人（1.4%）観察された例がある。なお、中国全国規模で見ても男性人口の約1.40%がO-F838に属すと推定されており、現在、主に中国の中南部に分布している。
2014年に発表された論文ではO-PK4(xM95)に属すY-DNAが台湾に居住する漢族の男性352人中7人（2.0%）、ベトナム（ハノイ）の男性24人中1人（4.2%）、インドネシア・マルク州・アンボン島の男性18人中1人（5.6%）、屏東のシラヤ族85人中1人（1.2%）に観察された例がある。これらのY染色体もO1b1a1b-F838に含まれると推測できる。

### O1b1a2-CTS4040
O1b1a2-CTS4040に属すY染色体は主に中国に居住する漢族の男性から検出されているが、中国の傣族、台湾の漢族及び平埔族、ベトナム（ホーチミン市）、フィリピン（特にルソン島南部）、インドネシア（西カリマンタン州）、韓国、日本、カタールでも観察された例がある。O-PK4との最も近い共通祖先は約24,405（95% CI 27,604–17,810）年前に生きたと推定されている。また、O-CTS4040に属すと考えられるO-P31/M268(xPK4, M176)は華北出身者129人中8人（6.2%）、華東出身者167人中8人（4.8%）、華南出身者65人中2人（3.1%）、合わせて漢族男性361人中18人（5.0%）に観察された例がある。中国全国男性人口の約3.22%がO-CTS4040に属しその最も近い共通祖先が23,400年前と推定されておりかなり古いが、その大半（中国全国男性人口の約1.99%）が今よりわずか3,930年前に一人の共通祖先を持つと推定されているO-F3323というサブクレードに属しており、O-F3323は台湾（約4.42%）、東北三省（遼寧省約3.54%、黒竜江省約3.52%、吉林省約3.23%）、及び華北の沿岸部（山東省約3.57%、江蘇省約2.87%、上海市約2.55%、河北省約2.48%、天津市約2.47%、北京市約2.40%）に偏って分布している。
三国時代の魏の基礎を作った曹操もO1b1a2-CTS4040の主要なサブクレードであるO-Page59に属していたと推定されている。

## 系統樹
ハプログループO系統の分岐については2017年9月10日改訂のISOGGの系統樹（ver.12.244）による。
- O1b(旧O2) (M268)
  - O1b1 (F2320)
    - O1b1a (M1470)
      - O1b1a1 (PK4)
        - O1b1a1a(旧O2a) (M95): 東南アジア、中国南部、東インド・バングラデシュ・北東インドの少数民族に多い。オーストロアジア語族と関連。
          - O1b1a1a1 (F1803/M1348)
            - O1b1a1a1a (F1252)
              - O1b1a1a1a1 (F2924)
                - O1b1a1a1a1a (M111)
                  - O1b1a1a1a1a1 (F2758)
                    - O1b1a1a1a1a1a (Z24083)
                      - O1b1a1a1a1a1a1 (Z24089)
                        - O1b1a1a1a1a1a1a (F923)
                          - O1b1a1a1a1a1a1a1 (CTS2022)
                            - O1b1a1a1a1a1a1a1a (F1399)
                              - O1b1a1a1a1a1a1a1a1 (F2415)

                          - O1b1a1a1a1a1a1a2 (Z24131)
                          - O1b1a1a1a1a1a1a3 (Z24100)

                        - O1b1a1a1a1a1a1b (SK1627/Z24091)
                          - O1b1a1a1a1a1a1b1 (Z39410)

                      - O1b1a1a1a1a1a2 (Z24088)

                  - O1b1a1a1a1a2 (F2890)
                    - O1b1a1a1a1a2a (Z24048)
                      - O1b1a1a1a1a2a1 (Z24050)

                    - O1b1a1a1a1a2b (Z24014)

                - O1b1a1a1a1b (CTS5854)
                  - O1b1a1a1a1b1 (Z23810)
                    - O1b1a1a1a1b1a (CTS7399)
                      - O-CTS5386 (Y85641)
                        - O-CTS165 日本（東京都）[2][4]
                        - O-MF141008 中国（山東省及び東北三省[35])

                      - O1b1a1a1a1b1a1 (FGC19713/Y14026)
                        - O1b1a1a1a1b1a1* (FGC19713/Y14026(xZ23849)) 福建省[2]
                        - O1b1a1a1a1b1a1a (Z23849)
                          - O1b1a1a1a1b1a1a* (Z23849(xFGC61038)) 広東省、雲南省シーサンパンナ・タイ族自治州[2]
                          - O1b1a1a1a1b1a1a1 (FGC61038) 広西省、雲南省シーサンパンナ・タイ族自治州[2]

                    - O1b1a1a1a1b1b (CTS651) 北京、雲南省シーサンパンナ・タイ族自治州[2]
                      - O1b1a1a1a1b1b1 (CTS9884)

                  - O1b1a1a1a1b2 (F4229)
                    - O1b1a1a1a1b2a (F809)
                      - O1b1a1a1a1b2a (F809(xF2517)) 広東省、重慶市[2]
                      - O1b1a1a1a1b2a1 (F2517) 雲南省シーサンパンナ・タイ族自治州[2]

              - O1b1a1a1a2 (SK1630) 中国（陝西省）、ロシア（リャザン州）[2]
                - O1b1a1a1a2a (SK1636)

            - O1b1a1a1b (F789/M1283)
              - O1b1a1a1b1 (FGC29900/Y9322/Z23667)
                - O1b1a1a1b1a (B426/FGC29896/Y9033/Z23671)
                  - O1b1a1a1b1a1 (FGC29907/YP3930)
                  - O1b1a1a1b1a2 (B427/Z23680)

                - O1b1a1a1b1b (Z39485)
                - O1b1a1a1b1c (B418)

              - O1b1a1a1b2 (SK1646)

          - O1b1a1a2 (CTS350) 中国（湖南省）、日本（愛知県）
          - O1b1a1a3 (Page103)

        - O1b1a1b (F838) 中国（現在、主に中国の中南部に分布しており、全国男性人口の約1.40％を占める[29]）、台湾、ベトナム（ハノイ）、インドネシア（アンボン島）、ミャンマー（エーヤワディ地方域）、チベット民族（四川省カンゼ新竜県）
          - O1b1a1b1 (F1199)

      - O1b1a2 (CTS4040) (旧O2*；現代中国人男性人口の約3.22%を占め、TMRCAは約23,400年前でかなり古いが[31]、そのうち約62%が現代中国人男性人口の約2.00%を占め台湾、東北三省及び華東の沿岸地域に多く分布しTMRCAが約3,930年前と推定されているO-F3323というサブクレードに属している[32]）
        - O-MF56251/O-Y174387 中国（広西壮族自治区[3][2]、広東省[3]、四川省[3]、江蘇省宿遷市泗陽県[3]）、ベトナム（ハザン省ヌン族[4]、ラオカイ省タイー族[4]）、タイ（中部タイ族[4]、タイユアン族[4]、プアン族[4]）
        - O-Page59
          - O1b1a2a (F4070) 中国、台湾、フィリピン、カタール
            - O-MF106398 中国（河南省鄭州市、四川省自貢市、江西省宜春市、湖北省、山東省浜州市、山西省太原市等[3]）
            - O-F993
              - O-MF107014/O-FT11142 中国（江蘇省南京市建鄴区及び江蘇省宿遷市泗陽県等で散発的に見られる[3]）、韓国[4]
              - O-MF61620/O-CTS5160
                - O-Y174904 中国（内蒙古自治区赤峰市、山東省濰坊市等で非常に稀に見られ、ほとんどが劉姓を称する[36]）
                - O-MF56639 中国（全国男性人口の約0.05%を占め、特に福建省[0.57%]、台湾[0.31%]、広東省[0.30%]、海南省[0.20%]、雲南省[0.09%]、四川省[0.05%]に集中しており、庄姓を称する者が多い[37]）

              - O1b1a2a1 (F1759) 中国（TMRCA約6230年前、全国男性人口の約2.06%[38]）
                - O-F3346 中国[3]及びタイ[5]（リス族[4]）にわずかに分布
                  - O-F2064 韓国[4]
                    - O-F3314 中国[3]及びベトナム（河内市青春郡[4]）にわずかに分布
                      - O-F3323 ベトナム[5]（シラ族やハニ族[4]）、中国（TMRCA約3940年前、全国男性人口の約1.99%[32]）、台湾[2]、シンガポール[2]、タイ[4]、アフガニスタン（ハザーラ人[2]）、韓国[2]
                        - O1b1a2a1a (CTS1127) 中国（北京市漢族[2]等[3][4]）、韓国[4]、日本[5]

          - O1b1a2b (F417/M1654)
            - O1b1a2b1 (F840) 中国（現在、全国男性人口の約0.40％を占める[39]）、韓国[4]
              - O-MF57879 中国（河南省[2]、上海市、浙江省、福建省、広東省等[3]）、タイ（漢族[3]）、シンガポール[2]
              - O-Y10774
                - O-FGC30078 
                  - O-FGC30081/O-FGC30103 中国（広東省[2]、湖北省[2]等、林姓や姜姓を称する者が多く、重慶市[0.12%]、湖北省[0.11%]、福建省[0.07%]、広東省[0.05%]、安徽省[0.05%]、浙江省[0.05%]、上海市[0.03%]、江西省[0.02%]等、長江中・下流域及びその南方地域に集中して分布している[40]）

                - O1b1a2b1a (F1127) TMRCA約2910年前[3] 中国（全国男性人口の約0.32%を占め、概ね北部に於いて分布が濃い傾向にある[青海省0.55%、河南省0.53%、山西省0.51%、黒竜江省0.47%、河北省0.45%、安徽省0.44%、陝西省0.43%、甘粛省0.42%、北京市0.41%、山東省0.40%、宁夏回族自治区0.40%、天津市0.39%、遼寧省0.38%、内蒙古自治区0.34%]が、南部の海南省[1.48%]及び雲南省[0.55%]に於いて分布が最も濃く、漢族のほかにタイ族にも分布している[41]）

            - O1b1a2b2 (CTS1451) 中国（全国男性人口の約0.15％[42]）、日本[5]（東京都[4][2]）

          - O1b1a2c (CTS9996) 中国（今より5500–5000年前の河南省滎陽市城関郷汪溝遺跡[4]及び現代の北京市[2]、山東省[2]、河南省[2]、湖南省[2]、広東省[4]等、全国男性人口の約0.37％[43]）、ベトナム（ホーチミン市キン族[2][4]、ライチャウ省ラフ族[4]）

## 日本国内に於けるハプログループO1b1の頻度
- 九州 3.8% (2/53)[16]
- 金沢市学生 3.7% (11/298)以上4.4% (13/298)以下[24]
- 東京(JPT) 3.6% (2/56)[44][2]
- 徳島 2.9% (2/70)[16]
- 徳島市学生 2.1% (8/388)以上3.6% (14/388)以下[24]
- 札幌市成人男性 1.9% (4/206)以上4.9% (10/206)以下[24]
- 徳島 1.8% (1/57)[45]
- 静岡 1.6% (1/61)[16]
- 長崎市学生 1.0% (3/300)以上2.0% (6/300)以下[24]
- 大阪市成人男性 0.8% (2/241)以上1.7% (4/241)以下[24]
- 札幌市学生 0.3% (1/302)以上3.0% (9/302)以下[24]
- 川崎市学生 0.3% (1/321)以上0.6% (2/321)以下[24]
- 福岡市成人男性 2.9% (3/102)以下[24]
- 金沢市成人男性 2.6% (6/232)以下[24]
- アイヌ 0% (0/4)[16]
- 青森 0% (0/26)[16]
- 山口 0% (0/44)[45]
- 沖縄 0% (0/45)[16]
- 茨城 0% (0/50)[45]